# Deezer
Deezer là một dịch vụ nghe nhạc trực tuyến trên Internet. Nó cho phép người dùng có thể nghe các bản nhạc từ các hãng thu như Sony, Universal Music, và Warner Music Group trên nhiều thiết bị kể cả khi đang trực tuyến hay ngoại tuyến. Deezer được sáng lập tại Paris, Pháp và hiện đang có 53 triệu bài hát được cấp phép trong kho nhạc, cùng với hơn 30.000 kênh radio, 14 triệu người dùng hằng tháng, và 6 triệu thuê bao trả phí tính đến ngày 3 tháng 4 năm 2018. Deezer khả dụng cho Web, Android, iOS, Windows Phone, BlackBerry và Windows.

## Lịch sử
Vào năm 2006, Daniel Marhely đã phát triển phiên bản đầu tiên của Deezer với tên gọi ban đầu là Blogmusik tại Paris. Ý tưởng của nó nhằm giúp những người yêu âm nhạc có thể truy cập không giới hạn thông qua công nghệ streaming.
Vừa ra mắt trang web đã bị dính cáo buộc vi phạm bản quyền từ cơ quan SACEM của Pháp. Sau khi phải dừng hoạt động từ tháng 4 năm 2007, Deezer đã hoạt động trở lại vào tháng 8, khi đạt được thỏa thuận với SACEM phải trả tiền bản quyền sở hữu và tiền quảng cáo trên trang web đồng thời cho phép người dùng dịch vụ có thể tải về những bài hát streaming trực tiếp trên Deezer từ iTunes, cùng với việc Deezer có thể nhận nhận được một khoản hoa hồng từ mỗi cuộc thanh toán.

### Ra mắt
Tại thời điểm ra mắt vào năm 2007, Deezer đã không đàm phán với đa phần các hãng đĩa lớn nào dẫn đến danh sách các bài hát khá hạn chế. Phải mất đến hơn hai năm, Deezer mới thỏa thuận kí được hợp đồng với bốn hãng đĩa lớn nhất, cũng như các hãng đĩa nhỏ khác, đến năm 2011 công ty có bản quyền cho khoảng 8 triệu bài hát. Trong tháng 8 năm 2007, chỉ trong tháng đầu tiên hoạt động, Deezer đã thu hút 773,000 lượt truy cập đến trang web, với sự gia tăng nhanh chóng, Deezer đã có được 2.75 triệu người sử dụng dịch vụ tính đến tháng 5 năm 2008, và 7 triệu người dùng vào tháng 12 năm 2009.
Với sự tăng trưởng khá tốt như vậy, nhưng Deezer gần như ngay lập tức vướng phải các vấn đề về tài chính chỉ trong nửa đầu năm 2008 khi công ty chỉ thu về 875,000 euro, không đủ để trả phí bản quyền. Tháng 7 năm 2008, công ty đã bắt đầu tự chạy quảng cáo thông qua bộ phận truyền thông của Deezer; tháng 10, Deezer nhận được 8.4 triệu đô la đến từ tiền tài trợ của AGF Private Equity và CM-CIC Capital Prive, nâng tổng tiền đầu tư vào công ty lên đến con số 15.8 triệu đô. Tháng 2 năm 2009 Deezer bắt buộc người dùng phải đăng kí tài khoản, phục vụ việc thu thập thêm nhiều dữ liệu chính xác của người dùng, nhằm tăng cường khả năng chạy quảng cáo, và trong tháng 10 năm 2009, đã bắt đầu triển khai cho chạy các quảng cáo audio giữa hai bài hát.
Ngày 5 tháng 11 năm 2009, Deezer ra mắt mô hình 3 tầng mới. Bên cạnh việc tiếp tục phát triển web miễn phí, công ty cũng giới thiệu hai dịch vụ trả phí - người dùng trả 4.99 euro hàng tháng để được nhận được âm nhạc với chất lượng cao hơn đồng thời không phải gặp các quảng cáo, và người dùng trả tiền 9.99 euro hàng tháng để được quyền truy cập vào các ứng dụng tải về trên máy tính, cũng như trên các thiết bị di động với hệ điều hành Android, BlackBerry, và iOS.
Tháng 1 năm 2010, CEO của công ty, và là người đồng sáng lập công ty, Jonathan Benassaya, đã bị phế chức và thay thế cho chiếc ghế CEO là Axel Dauchez, khi chưa đến 15.000 trong số 12 triệu người dùng Deezer đăng ký cho dịch vụ trả phí. Vào tháng 8 năm 2010, nhà điều hành hãng điện thoại di động Orange đã hợp tác với Deezer cùng thỏa thuận bao gồm: cho phép người dùng truy cập miễn phí vào Deezer Premium, các gói streaming chất lượng nhất, cùng một vài hợp đồng viễn thông của Orange tại Pháp. Ngay sau khi hợp tác, tỷ lệ người dùng đăng ký các gói Premium tăng vượt trội từ 6.000 đến 100,000 lượt một tháng; tính đến tháng 1 năm 2011, 500.000 người đã đăng ký sử dụng dịch vụ, và cán mốc 1 triệu người vào giữa năm 2011, sớm hơn đến nửa năm so với dự kiến. Hai công ty cũng đã mở rộng quan hệ đối tác của họ vào tháng 9 năm 2011 khi có thêm hợp đồng khách hàng của Orange tại Vương quốc Anh. Cũng vào tháng 9, Deezer đã tích hợp Facebook với dịch vụ của mình, cho phép người dùng gửi nhạc đến người khác thông qua đó.

### Mở rộng đến nhiều quốc gia

Thị trường của Deezer trên toàn thế giới,.

Deezer đã ra mắt tại Pháp năm 2007. Vào ngày 7 tháng 12 năm 2011, thời điểm Deezer chỉ khả dụng tại Bỉ, Pháp và Vương quốc Anh, công ty đã đưa ra thông báo kế hoạch mở rộng thị trường ra toàn thế giới trong khoảng thời gian đến hết năm 2011 và cả năm 2012. Theo công ty, kế hoạch định trước là chiếm lĩnh toàn thị trường châu Âu đến hết năm 2011, sau đó đến thị trường các nước châu Mỹ (bao gồm cả Mỹ) vào cuối tháng 1 năm 2012, tiếp đó là thị trường châu Phi vào hết tháng 2 năm 2012, cuối cùng là phần còn lại (bao gồm cả thị trường Nhật Bản) đến hết tháng 6 năm 2012.
Dù vậy, phải đến ngày 15 tháng 5 năm 2012, dịch vụ mới có mặt trên khắp châu Âu, trong khi dịch vụ lại có mặt tại Australia, Canada và New Zealand vào ngày 25 tháng 4. Ngày 8 tháng 6 Deezer phát ra thông báo đã sẵn sàng cho thị trường 35 nước Mỹ Latin, tuy nhiên lại không có Brazil, Cuba và Venezuela. Vào ngày 15 tháng 8, Deezer công bố đã khả dụng với người dùng ở Indonesia, Malaysia, Pakistan, Philippines, Singapore và sẽ có mặt tại Thái Lan trong vài tuần tới.
Ngày 8 tháng 10 năm 2012, Deezer đã nhận được 130 triệu đô từ quỹ đầu tư của Access Industries, sẽ được dùng cho chiến lược mở rộng thị trường tiếp theo. 2 ngày sau, công ty tuyên bố đã mở rộng ra thêm đến 76 thị trường mới, nâng tổng số thị trường toàn cầu lên con số 160. Ngày 21 tháng 12, Deezer thông báo bản nâng cấp cho phép sử dụng miễn phí trong 2 giờ, hỗ trợ về dịch vụ streaming nhạc trực tuyến trong tháng đầu, khả dụng với toàn bộ người dùng trên thế giới, dịch vụ streaming nhạc miễn phí đầu tiên của công ty bên ngoài lãnh thổ nước Pháp. CEO Dauchez nói rằng Deezer vẫn đang tìm kiếm đối tác nhằm giới thiệu dịch vụ tại Mỹ, thị trường "cung cấp cho chúng tôi một lượng lớn người dùng" để bù trừ cho những thứ mà ông gọi là chi phí "quá đắt đỏ" trong quá trình Mỹ tiến.
Tháng 12 năm 2012, Deezer có khoảng 3 triệu tài khoản có trả phí, hơn 1 tháng sau hoạt động, con số đã lên đến 7 triệu, với 20 triệu bài hát trong kho lưu trữ. Năm 2016, theo CEO Dauchez, công ty đã chiếm lĩnh được năm phần trăm thị trường âm nhạc toàn thế giới.
Tháng 1 năm 2013, Deezer đưa ra thông báo về việc mở rộng thêm thị trường qua 22 nước mới bao gồm các nước tại châu Phi, châu Á, Brazil, các quốc gia Trung Đông, và ở Mỹ, nâng lên tổng cộng 182 thị trường. Tuy nhiên, công cuộc ra mắt tại Mỹ đã bị hạn chế quảng bá trên các thiết bị. Tháng 7 năm 2016, Deezer đã đưa Mỹ vào danh sách hỗ trợ. Tháng 2 năm 2018, con số 189 nước xuất hiện trên website công ty cũng chính là số thị trường mà dịch vụ này đang chiếm lĩnh.

### Hậu mở rộng
Cùng với việc mở rộng thị trường liên tục, Deezer cũng đã tuyên bố mối quan hệ hợp tác với LG, Samsung, và Toshiba năm 2013 nhằm đưa ứng dụng Deezer khả dụng trên nền tảng của TV thông minh, song song với nhãn hiệu mới phát triển trong khối liên hợp với đồ hoạ.
Từ đó, Deezer đưa ra nhiều hoạt động, bao gồm cả việc trao thưởng cho những nhà phát triển chương trình, phòng thu ứng dụng di động, và nâng cấp API, cho ra một phiên bản thử nghiệm mới mẻ, độc quyền với người dùng Android, và bản ứng dụng Deezer mới với Windows 8.
Tháng 4 năm 2013 Deezer cũng đã nâng cấp ứng dụng cho hệ điều hành iOS với nhiều tính năng thông minh nổi bật, cho phép ứng dụng nhận diện và ghi nhớ bài hát được phát nhiều nhất của người dùng, thậm chí tại các khu vực sóng phủ yếu.
Tháng 6 năm 2014, Deezer tuyên bố quan hệ hợp tác mới với Samsung khi cung cấp cho người dùng Samsung Galaxy S5 tại châu Âu gói dịch vụ Deezer Premium+ miễn phí trong vòng sáu tháng. Sau đó, Samsung và Deezer mở rộng thêm quan hệ hợp tác bằng việc tặng gói dịch vụ Deezer Premium+ miễn phí trong 6 tháng cho các sản phẩm âm thanh không dây đa chiều của Samsung, bao gồm cả dòng M5 và M7 của bộ loa không dây đa chiều Samsung.
Tháng 6 năm 2014, Deezer và Google lên tiếng khi Google Chromecast sẽ hỗ trợ cho ứng dụng Deezer trên cả Samsung và Iphone, cho phép người dùng nghe nhạc trực tuyến từ điện thoại đến TV thông qua Chromecast. Hỗ trợ của phần mềm Chromecast khả dụng với người dùng Deezer Premium+ từ ngày 25 tháng 6 năm 2014 trở đi tại các nước Australia, Bỉ, Brazil, Canada, Phần Lan, Pháp, Đức, Hà Lan, Na Uy, Bồ Đào Nha, Hàn Quốc, Tây Ban Nha, Thụy Điển, Thụy Sĩ và Vương quốc Anh.
Tháng 9 năm 2014, Deezer công bố Deezer Elite, phần mềm độc quyền mới trong mối quan hệ hợp tác với Sonos. Deezer Elite cung cấp audio chất lượng CD đến người dùng hệ thống Hi-Fi Sonos tại Mỹ. Dịch vụ khả dụng toàn cầu và chỉ dành riêng cho người dùng Deezer trên Sono. "Audio độ phân giải cao" Deezer Elite có độ phân giải tương đương chất lượng audio của CD (16bit/44.1 kHz) nhưng không dành cho "Hi-Res". Sonos không hỗ trợ cho streaming bằng Hi-Res (24/96, 24/192 hay tương tự).
Deezer HiFi cung cấp 36 triệu bài hát với chất lượng nhạc 16-Bit/44.1 kHz of FLAC chỉ với 19.95 đô hằng tháng tại Mỹ. Nó "chỉ khả dụng trên hệ thống âm thanh có chọn lọc và máy tính" và cung cấp chính sách download các bài hát cho điện thoại với độ phân giải 320 kbit/s.
Tháng 10 năm 2014, Deezer tung ra giao diện mới trên website của mình. Sự đổi mới trong thiết kế lần này đã đón nhận thêm được một lượng khách khổng lồ. Cùng thời điểm, Deezer đưa ra thông báo các sản phẩm Bose SoundTouch và SoundLink sẽ hỗ trợ cho Deezer Premium+. Sự quan hệ hợp tác này được tiến hành đầu tiên tại Mỹ và sau đó sẽ đến với người dùng toàn thế giới.
Cũng vào tháng 10 năm 2014, Deezer lại thông báo Stitcher Radio sẽ hợp nhất vào Deezer. Đến năm 2015, người dùng Deezer cũng có thể sử dụng những đặc tính vốn có của Stitcher Radio ngay trong Deezer.
Tháng 12 năm 2014, Deezer và Pepsi thông báo hợp tác nhằm thiết lập Midem Artist Accelerator hỗ trợ người quản lý và hãng đĩa khi họ đều muốn phát triển hồ sơ nghệ sĩ của họ. Tháng 6 năm 2016, Deezer đã mua lại Stitcher từ E.W. Scripps Company với giá 4.5 triệu đô

## Hợp nhất với Last.fm
Vào tháng 1 Năm 2012, Last.fm thông báo rằng sẽ hợp nhất Deezer với Last.fm, cho phép người dùng gửi những bài hát từ Deezer đến tài khoản Last.fm của họ và "scrobble" chúng.

## Tài khoản và đăng ký
Tính đến tháng 10 năm 2017, có ba loại tài khoản Deezer. Tất cả các dịch vụ đều cho phép nghe nhạc không giới hạn thời gian và đều hỗ trợ cho các thiết bị di động. Cấp độ Discovery chỉ cho phép nghe trộn nhạc từ các danh sách phát/nghệ sĩ trên các thiết bị di động.
| Gói đăng ký | Giá cả                                                          | Quảng cáo    | Bỏ qua                                      | Chế độ ngoại tuyến | TV, HiFi... và trình nghe trên xe hơi | Hỗ trợ từ Google Chromelast | Số tài khoản | Chất lượng âm thanh (kbit/s) |
| ----------- | --------------------------------------------------------------- | ------------ | ------------------------------------------- | ------------------ | ------------------------------------- | --------------------------- | ------------ | ---------------------------- |
| Discovery   | Miễn phí                                                        | Có quảng cáo | 6 lần nhảy bài trong giờ, không được bỏ qua | Không được         | Có (Hạn chế)                          | Có (Hạn chế)                | 1            | Chất lượng MP3 (128 kbit/s)  |
| Premium+    | 9,99 đô/tháng, 9.99 euro/tháng; dùng thử miễn phí trong 30 ngày | Không        | Nhảy bài và bỏ qua không giới hạn           | Có                 | Có                                    | Có                          | 1            | Chất lượng MP3 (320 kbit/s)  |
| Family      | 14,99 đô/tháng, 14.99 euro/tháng                                | Không        | Nhảy bài và bỏ qua không giới hạn           | Có                 | Có                                    | Có                          | 6            | Chất lượng MP3 (320 kbit/s)  |

## Thiết bị khả dụng
Các thiết bị khả dụng:
- Các thiết bị Android (khả dụng với cả phiên bản độc quyền thử nghiệm)
- TV thông minh Bang & Olufsen
- Các thiết bị Blackberry 10
- Bluesound Network Player
- BMW ConnectedDrive
- Bose SoundTouch and SoundLink Audio products
- [[Chromecast|Google Chromecast]]
- Google Home
- HEOS by Denon wireless multi-room audio system
- Harman Kardon Omni multi-room audio system
- Các thiết bị iOS
- JAMBOX, BIG JAMBOX & Mini JAMBOX by Jawbone
- Kindle Fire HDX
- Logitech Squeezebox
- Kết nối MINI
- NetRange line of TV models (Sharp, TCL, Loewe và nhiều hơn nữa.)
- NuVo Wireless Audio Systems
- OS X (Currently Still in Beta)
- Panasonic TV
- Parrot ASTEROID Classic, Parrot ASTEROID Mini, Parrot ASTEROID Tablet & Parrot ASTEROID Smart Consoles by Parrot
- Philips TV
- Philips Fidelio, AirPlay, Bluetooth and Docking stations
- Pioneer network receivers and Hi-Fi systems
- Rocki
- Roku
- Roomplayer & Roomplayer with Amp by Simple Audio Music
- Samsung M5, M7, HW-H750, HW-H751 Multiroom Wireless Audio Speakers
- Samsung Smart TV
- Sonos Audio Systems
- Sony Home Cinema Blu-ray System
- Stream 1, Stream 3, và Stream Source của Cabasse
- TV Toshiba
- WD TV
- TV WebOS (LG Smart TV)
- Các thiết bị Windows 8
- Windows Phone 7
- Windows Phone 8
- Windows 10 và Windows 10 Mobile
- Xbox 360 và Xbox One